# Serpula japonica
Serpula japonica är en ringmaskart som beskrevs av Imajima 1979. Serpula japonica ingår i släktet Serpula och familjen Serpulidae. Inga underarter finns listade i Catalogue of Life.